# ГЕС Callahuanca
ГЕС Callahuanca — гідроелектростанція в Перу. Знаходячись між ГЕС Huinco та ГЕС Матукана з однієї сторони і ГЕС Moyopampa з іншої сторони, входить до складу гідровузла у сточищі річки Рімак (дренує західний схил Анд та впадає до Тихого океану у столиці країни Лімі).
Ресурс для роботи станції подається одразу із двох гілок гідровузла:
- через станцію Huinco надходить вода зі сточища річки Santa Eulalia (права притока Рімак), а також деривована з-за вододільного хребта Анд. При цьому на Santa Eulalia звели греблю Huinco висотою 26 метрів та довжиною 80 метрів, яка утримує невеликий регулювальний резервуар об'ємом 215 тис. м3 (сюди надходить відпрацьована на станції верхнього рівня вода, а також сток проміжної ділянки річки). Зі сховища через лівобережний гірський масив прокладено дериваційний тунель довжиною приблизно 8 км;
- через станцію Матукана надходить вода із верхньої частини сточища Рімак. У цьому випадку знадобився дериваційний тунель довжиною приблизно 18 км, який проходить під гірським масивом в долину Santa Eulalia.
У місці зустрічі тунелів облаштовано верхній балансувальний резервуар із двох відкритих басейнів, від яких починаються чотири водоводи довжиною приблизно 1 км. Вони подають ресурс до спорудженого на лівому березі Santa Eulalia машинного залу, в якому розмістили розраховані на напір у 424 метри турбіни типу Пелтон. При цьому три агрегати потужністю по 12,5 МВт ввели в дію у 1938 році, а в 1958-му до них додали ще один з показником 35 МВт. 2005 року турбіни першої черги замінили на нові, що довело загальну потужність станції до 82 МВт за річного виробітку електроенергії на рівні 0,6 млрд кВт-год.
У 2017 році внаслідок зумовлених феноменом Ель-Ніньйо дощів і наступних зсувів станція зазнала істотних пошкоджень і вибула з ладу. Для її відновлення законтрактували австрійську компанію Andritz, яка також має замінити генератор четвертого гідроагрегату, виготовлений шість десятків років тому.
Відпрацьована вода відводиться до Santa Eulalia й одразу потрапляє у водозабір наступної станції гідровузла.